# White Incarnation
White Incarnation es un álbum de la Banda de Rock Japonesa The Pillows el 21 de mayo de 1992. es el último disco de la banda, con sus miembros originales de origen, ya que el bajista Kenji Ueda dejó la formación poco tiempo después de su realización. Grabado en Gran Bretaña, el disco muestra marcadas influencias de bandas Británicas, como The Smiths y The Stone Roses, así como muestras de experimentación con ritmos de Jazz los cuales se mantienen fuertes en sus siguientes dos albums

## Canciones
1. "Colorful Pumpkin Fields" (カラフル・パンプキン・フィールズ KARAFURU PANPUKIN FIRUZU))
2. "She's My Sister" (彼女はシスター Kanojo wa SISUTA)
3. "Sitting on a Paper Moon" (ペーパームーンにこしかけて PEPAMUN ni Koshikakete)
4. "Right Here Like This" (このままここで Kono no Mama koko de)
5. "I Want to Be Sullivan" (サリバンになりたい SARIBAN ni Naritai)
6. "Hey, I Don't Care" (気にしてないよ)
7. "Blue March" (ブルーマーチ BURU MACHI)
8. "Dawn Has Come" (夜明けがやってきた)
9. "Tonight"
10. "Our Halley's Comet" (ぼくらのハレー彗星)
11. "Good Night"

## Outtakes
- Lorelai

- Datos: Q5934042